# ルーイカット装甲車
ルーイカット（Rooikat）は南アフリカ製の8輪式装甲車である。
“ルーイカット(Rooikat)”とはアフリカーンス語でカラカルの意であり、直接的には「紅い(Rooi)」「ネコ(Kat)」という意味である。なお、アフリカーンス語の発音をカタカナに転化した表記としては“ロイカット”がより近いため、日本では「ロイカット」と表記される例もある。

## 概要
本車は、偵察や火力支援、対戦車戦闘を主な任務とする大型の装輪装甲車両で、フランス製のAML装甲車とそのライセンス生産型であるエランド装甲車の後継車両として開発された。
開発はサンダック・アストラル社（現・BAE システムズ・ランド・アンド・アーマメンツ）が担当し、1985年に試作車が完成している。南アフリカ陸軍向けに約240両が生産された。
主砲には、LIW社製のGT4 62口径76mm砲を搭載している。フランスのAMX-10RCやイタリアのチェンタウロなどの類似車両は105mm砲を搭載しているが、ルーイカットの主砲は艦載用のオート・メラーラ 76 mm 砲と同系列のものとなっている。これは、小口径ではあるが、仮想敵であるアンゴラ軍の主力戦車であるT-54、T-55、T-62の装甲を貫通させられる程度の威力を有する高初速弾（76×900mm）であり、この選択により、車両に搭載可能な主砲の砲弾数を増加させている。発射速度は毎分6発である。なお、イスラエルのメルカバ戦車や韓国のK1戦車の初期型も、同様の理由で、同時期に開発された同クラスの西側の戦車よりも一回り小口径の105mm砲を採用・搭載しており、ルーイカットもこれらと共通した武装選定となっている。レーザー測距儀やデジタル式弾道コンピュータなどからなる高度なFCSを搭載している。
車体は防弾鋼板の溶接構造で、前面で23ミリ機関砲弾に抗堪する。乗員は4名で、乗員配置は車体前部中央に操縦手、砲塔右側に車長及び砲手、左側に装填手となっている。
エンジンは563馬力の10気筒ディーゼルエンジンで、路上では最大120km/hを発揮可能。
|          | AMX-10RC                          | ルーイカット         | チェンタウロ          | M1128 MGS                         | 11式装輪突撃車                  | 16式機動戦闘車                    | チェンタウロII                         |
| -------- | --------------------------------- | -------------------- | --------------------- | --------------------------------- | ------------------------------- | --------------------------------- | -------------------------------------- |
| 画像     |                                   |                      |                       |                                   |                                 |                                   |                                        |
| 全長     | 6.24 m                            | 8.20 m               | 7.40 m                | 6.95 m                            | 8.00 m                          | 8.45 m                            | 7.40 m                                 |
| 全幅     | 2.95 m                            | 2.90m                | 3.05 m                | 2.72 m                            | 3.00 m                          | 2.98 m                            | 3.12 m                                 |
| 全高     | 2.60 m                            | 2.80 m               | 2.73 m                | 2.64 m                            | 約3.00 m                        | 2.87 m                            | 3.65 m                                 |
| 重量     | 17 t                              | 28.8 t               | 26 t                  | 18.77 t                           | 20 t                            | 約26 t                            | 30 t                                   |
| 最高速度 | 85 km/h                           | 120 km/h             | 108 km/h              | 100 km/h                          | 100 km/h                        | 100 km/h                          | 110 km/h                               |
| 乗員数   | 4名                               | 4名                  | 4名                   | 3名                               | 4名                             | 4名                               | 4名                                    |
| 主武装   | 48口径105mmライフル砲             | 62口径76mmライフル砲 | 52口径105mmライフル砲 | 51口径105mmライフル砲             | 105mmライフル砲                 | 52口径105mmライフル砲             | 45口径120mm滑腔砲 ないし 52口径105mm砲 |
| 副武装   | 12.7mm重機関銃M2×1 7.62mm機関銃×1 | 7.62mm機関銃×2       | 7.62mm機関銃×2        | 12.7mm重機関銃M2×1 7.62mm機関銃×1 | 12.7mm重機関銃×1 7.62mm機関銃×1 | 12.7mm重機関銃M2×1 7.62mm機関銃×1 | 7.62mm機関銃 ないし 12.7mm重機関銃     |

## 派生型
2000年に主砲をGT7 105mm対戦車砲に換装し火器管制装置を近代化する改修が行われたルーイカット105が存在するが南アフリカ陸軍は採用していないため輸出用となっている。
また車体を共用し砲塔のみを変更した各種の派生型が構想され、レーダー火器管制装置付き連装35mm機関砲搭載の自走対空砲型であるルーイカットZA35、ZA35の機関砲をウムコント個艦防空ミサイルを転用した地対空ミサイルの発射装置（片側2基、計4基）に変更した自走地対空ミサイルであるルーイカットSAM、ZT3対戦車ミサイルの発射装置（発射筒4基）および照準装置を装備した砲塔を搭載したルーイカット対戦車型(Rooikat anti-tank)といった各種派生型のモックアップ及び試験車（自走対空砲型は射撃試験も行われた）が作られたが、いずれも生産はされずに終わった。

## 実戦投入
南アフリカ軍では、1993年のアパルトヘイト政策廃止までアンゴラ侵攻やナミビアのSWAPO（南西アフリカ人民機構）掃討作戦にラーテル歩兵戦闘車などと共に従事した。

## 採用国
南アフリカ共和国
約240両を採用。輸出は振るわず、採用は南アフリカのみにとどまっている。